# Cyclonidea notabilis
Cyclonidea notabilis is een slakkensoort uit de familie van de Eulimidae. De wetenschappelijke naam van de soort is voor het eerst geldig gepubliceerd in 2008 door Poppe.